# Kathedrale von Guarda

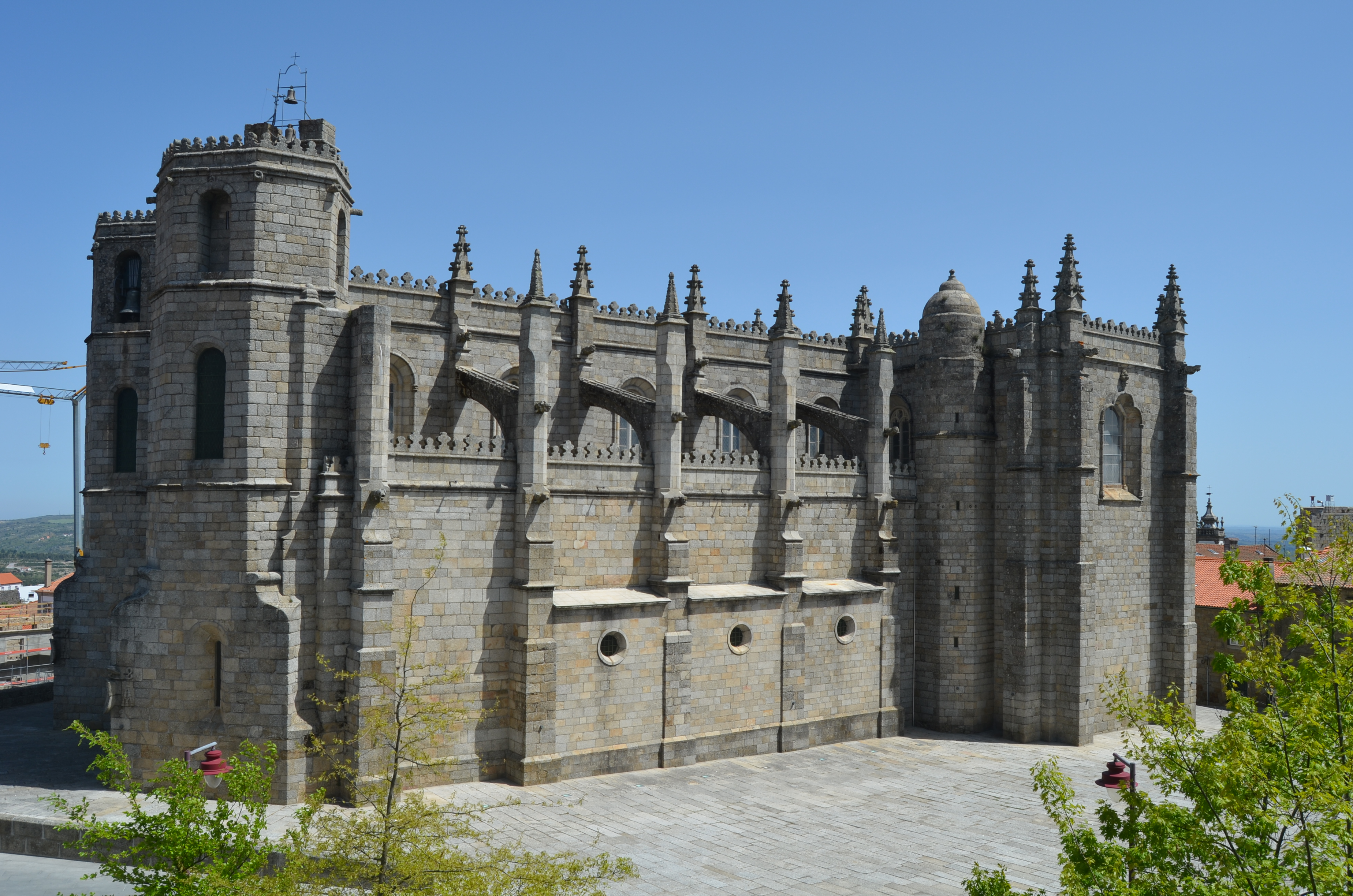
Kathedrale von Guarda

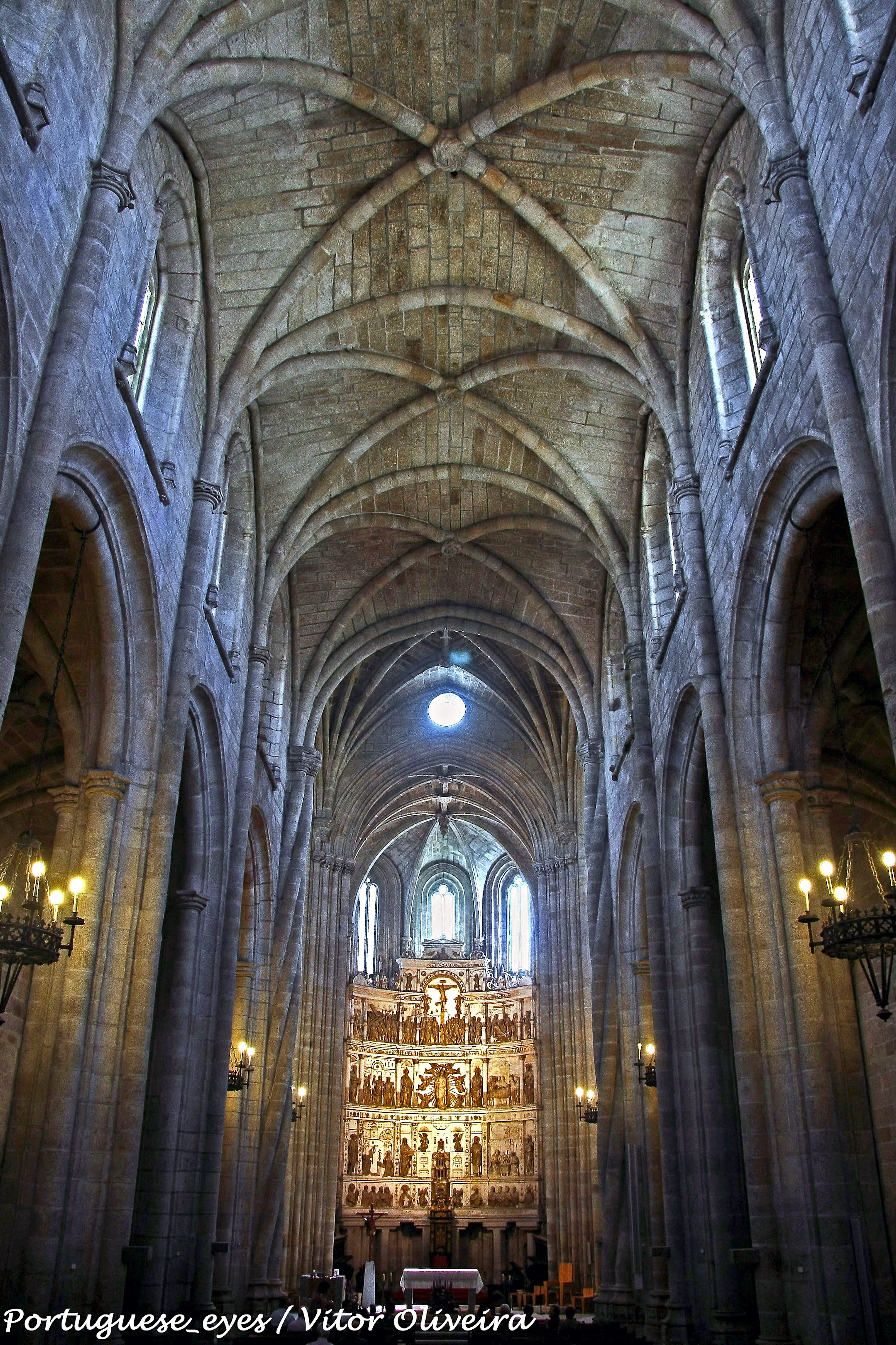
Kathedrale von Guarda

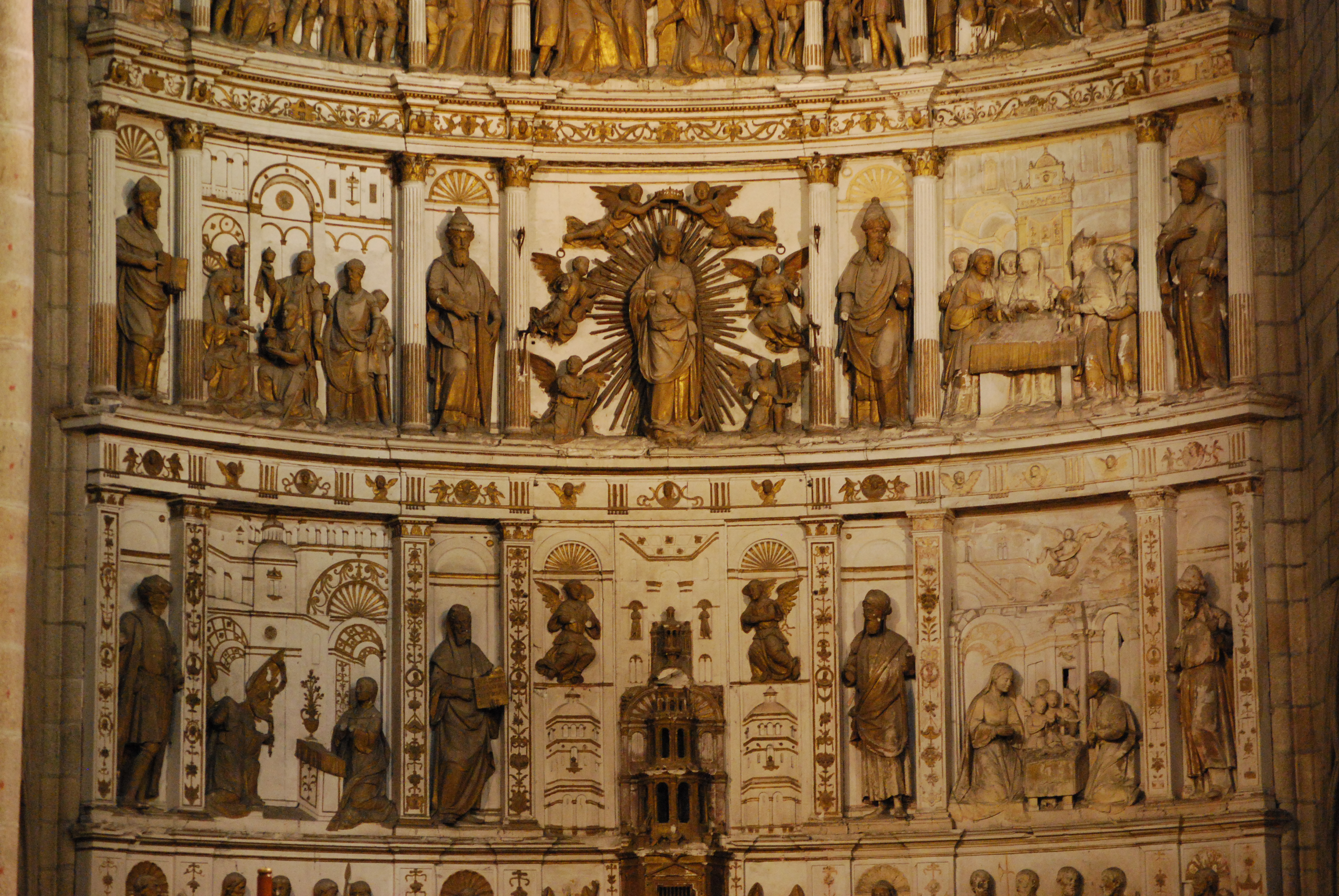
Altarretabel (Detail)

Die Kathedrale von Guarda (portugiesisch Sé da Guarda) ist die Bischofskirche des römisch-katholischen Bistums von Guarda in der Stadt Guarda im Nordosten Portugals. 

## Lage
Die nach Südosten orientierte Kathedrale liegt im historischen Zentrum der knapp 320 km nordöstlich von Lissabon in der Serra da Estrela gelegenen Stadt Guarda in einer Höhe von ca. 1030 m.

## Geschichte
Das bereits seit dem 6. Jahrhundert existierende Bistum Egitânia (heute Idanha-a-Velha) wurde im Jahr 1199 auf Bitten König Sanchos I. vom Papst Innozenz III. nach Guarda verlegt. In der Folgezeit wurde ein romanischer Vorgängerbau abgerissen und ein Nachfolger gebaut, der jedoch – wegen der Verstärkung der Stadtmauer – gegen Ende des 14. Jahrhunderts auf Betreiben König Fernandos I. (reg. 1385–1433) ebenfalls abgerissen wurde. Die heutige Kathedrale entstand – etwa gleichzeitig mit dem Kloster Batalha – ab dem Jahr 1390 auf Betreiben des Bischofs Vasco de Lamego nach der für die Portugiesen siegreichen Schlacht von Aljubarrota (1385). Sie wurde im Jahr 1517 fertiggestellt.

## Architektur
Der dreischiffige gotische Kirchenbau ist basilikal und verfügt über ein Querschiff. Die Apsis ist durch Strebepfeiler stabilisiert, wohingegen das Langhaus auch über Strebebögen mit Auflasten verfügt. Zwei kleine oktogonale Westtürme treten nach außen aus der Fassade hervor. Im Innern werden die drei Schiffe von abgerundeten Kreuzrippengewölben überspannt. Die jeweils letzten Säulen des im Aufriss zweigeschossigen Mittelschiffs bestehen aus in sich verdrehten Diensten; ähnliche Formen des Manuelinischen Stils finden sich auch am räumlich beengt wirkenden Westportal und am hochgelegenen Fenster des Nordportals.

## Ausstattung
Im Jahr 1898 ließ der Architekt Rosendo Carvalheira sämtliche Ausstattungsgegenstände des 17. bis 19. Jahrhunderts aus der Kathedrale entfernen. Besonderes Augenmerk verdient deshalb das mit zahlreichen Figuren bestandene Altarretabel im Stil der Renaissance von João de Ruão (um 1555).